# 天统 (邢杲)
天统（528年六月—529年四月）是北魏時期領導邢杲的年号，共计近1年。

## 纪年
| 天统 | 元年  | 二年  |
| ---- | ----- | ----- |
| 公元 | 528年 | 529年 |
| 干支 | 戊申  | 己酉  |

## 參看
- 中国年号索引
  - 其他使用天统年號的政權
- 同期存在的其他政权年号
  - 大通（527年三月—529年九月）：南朝梁梁武帝萧衍的年号
  - 建義（528年四月—九月）：北魏政权北魏孝莊帝元子攸年号
  - 永安（528年九月—530年十月）：北魏政权北魏孝莊帝元子攸年号
  - 神嘉（525年十二月—535年三月）：北魏時期領導劉蠡升年号
  - 神獸（528年七月—530年四月）：北魏時期領導万俟丑奴年号
  - 皇武：北魏時期領導劉擧年号
  - 甘露：高昌政权麴光年号